# Concilio di Bari II
Il II Concilio di Bari fu un sinodo della Chiesa cattolica organizzato da papa Urbano II che si tenne a Bari nei primi giorni dell'ottobre 1098. Il Concilio barese si tenne nel periodo in cui si era compiuta la prima fase di restituzione alla giurisdizione della chiesa di Roma delle numerose chiese dell'Italia meridionale ricadenti sotto il patriarcato di Costantinopoli: il suo scopo era quello di risolvere il nodo teologico sorto nell'867 a causa dell'enciclica di Fozio.

## La controversia teologica
Fozio, che con l'appoggio dell'imperatore Michele III aveva scomunicato Papa Niccolò I, aveva inviato una enciclica a tutti i vescovi della chiesa d'oriente in cui contestava l'aggiunta del filioque al Credo, il celibato per i preti, la proibizione per i preti di celebrare la Cresima (diritto riservato ai vescovi), il digiuno del sabato e l'inizio della quaresima il mercoledì delle ceneri. Dopo un periodo di disgrazia, conseguente all'assassinio di Michele III, Fozio rinnovò la controversia dottrinale e teologica con Roma in occasione del Concilio di Costantinopoli dell'879- 880.

## Le fonti
Le fonti riguardanti il Concilio di Bari sono esclusivamente latine e piuttosto scarse. Si tratta di quattro eventi narrativi: un brano del monaco benedettino Eadmero di Canterbury inserito nella Vita Anselmi (poi ripreso, in forma più ampia, dallo stesso autore nella Historia Novorum), una pagina dello storico benedettino Guglielmo di Malmesbury, di un breve accenno contenuto nel Chronicon di Lupo Protospata e infine di un brano piuttosto ampio nel Chronicon dell'Anonimo Barese. Gli atti del concilio sono andati persi. Le fonti diplomatiche si limitano alla Lettera del clero e del popolo di Lucca indirizzata a tutti i cristiani e datata ottobre 1098, la Bolla con cui Urbano richiama in vita l'antica diocesi di Agrigento (datata sempre all'ottobre 1098), la lettera del papa al signore di Benevento Ansone, la lettera sempre del papa ai monaci di Montecassino, la lettera inviata da Papa Pasquale II a sant'Anselmo d'Aosta (Anselmo di Canterbury) nel novembre 1102 e le due lettere di Ildeberto di Lavardin, vescovo di Le Mans, sempre a sant'Anselmo.

## Le aspettative del Concilio

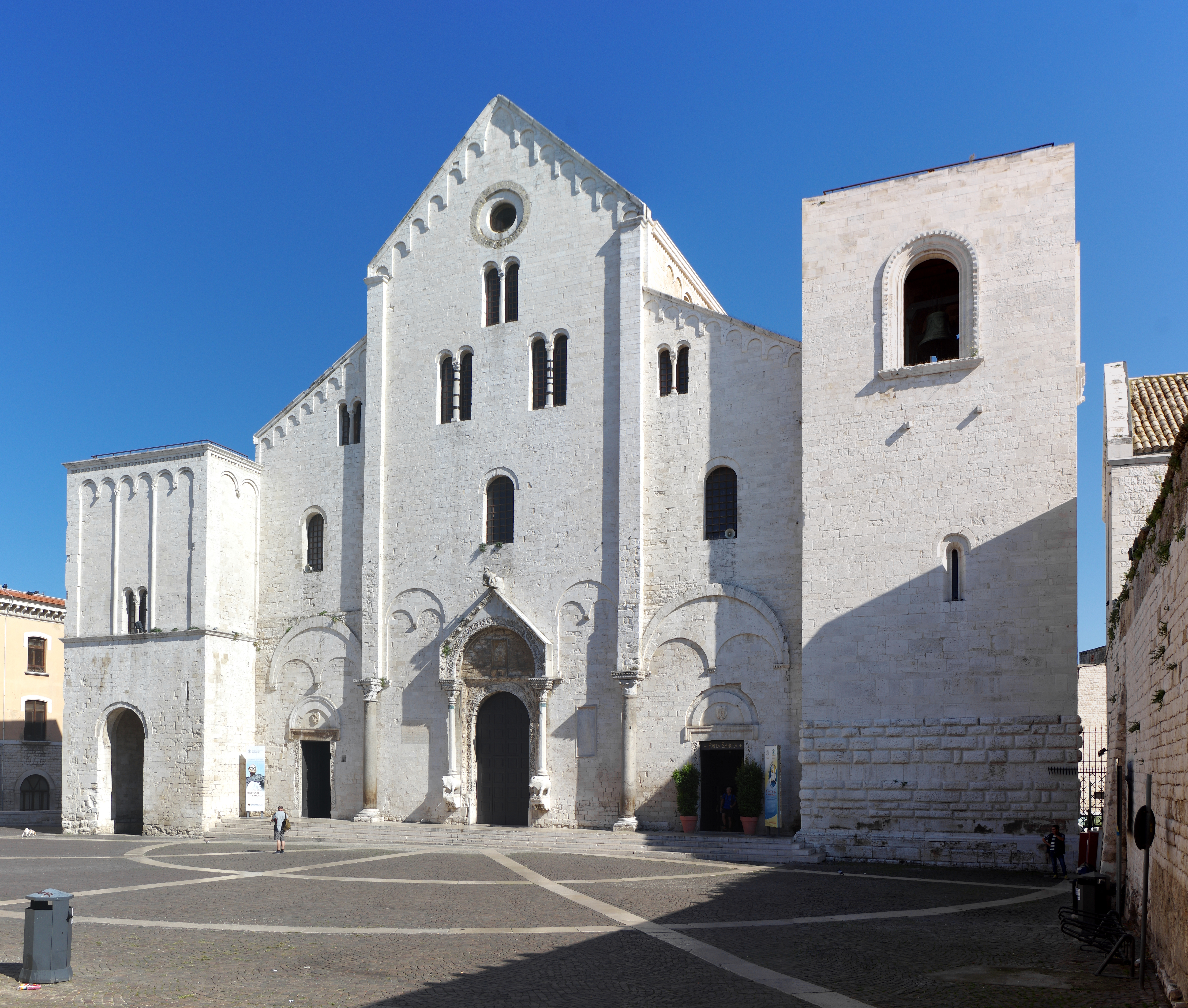
La basilica di San Nicola, sede del II Concilio di Bari del 1098.

Queste fonti permettono di sapere che il Concilio fu celebrato a Bari nella cripta della chiesa di san Nicola, debitamente preparata dall'arcivescovo Elia, e che vi presero parte circa 185 arcivescovi, vescovi ed abati, oltre ad ecclesiastici di grado inferiore.
Urbano II, che aveva organizzato il concilio con la collaborazione del Conte Ruggero, intendeva sgombrare il terreno dalle difficoltà teologiche e liturgiche esistenti tra il clero di rito bizantino ed il clero di rito latino nell'Italia meridionale; rafforzare ed inasprire le leggi canoniche contro la simonia e la clerogamia favorite dalle investiture dei benefici ecclesiastici da parte di autorità laiche; risolvere, tramite dibattiti pubblici o mediante commissioni appositamente create, i problemi tra le singole istituzioni ecclesiastiche (in particolare la rifondazione della diocesi di Agrigento e le vertenze tra i monaci di Monte Cassino, da una parte, e l'abate di Santa Sofia di Benevento e la badessa di Cingla dall'altra); di giudicare sulla lotta accanita tra Anselmo d'Aosta e Guglielmo II d'Inghilterra (detto il Rosso); di annunciare l'intenzione di recarsi personalmente in Terra santa.
Di tutti questi obiettivi Urbano raggiunse quelli di rafforzamento della legislazione canonica contro la simonia e la rifondazione della diocesi agrigentina, mentre furono conseguiti soltanto in parte i tentativi di riunire i due riti, bizantino e latino.